# Hasmik (attrice)
Hasmik, pseudonimo di Taguhi Stepanosi Hakobyan (in armeno Թագուհի Ստեփանոսի Հակոբյան?; Հասմիկ; Naxçıvan, 21 marzo 1879 – Erevan, 23 agosto 1947), è stata un'attrice sovietica e armena.
Recitò nella parte di Shushan, la madre di Pepo, nell'omonimo film, primo film sonoro della cinematografia armena, basato sull’omonima opera teatrale di Gabriel Sundukyan.
Una via nel distretto di Ajapnyak la ricorda.

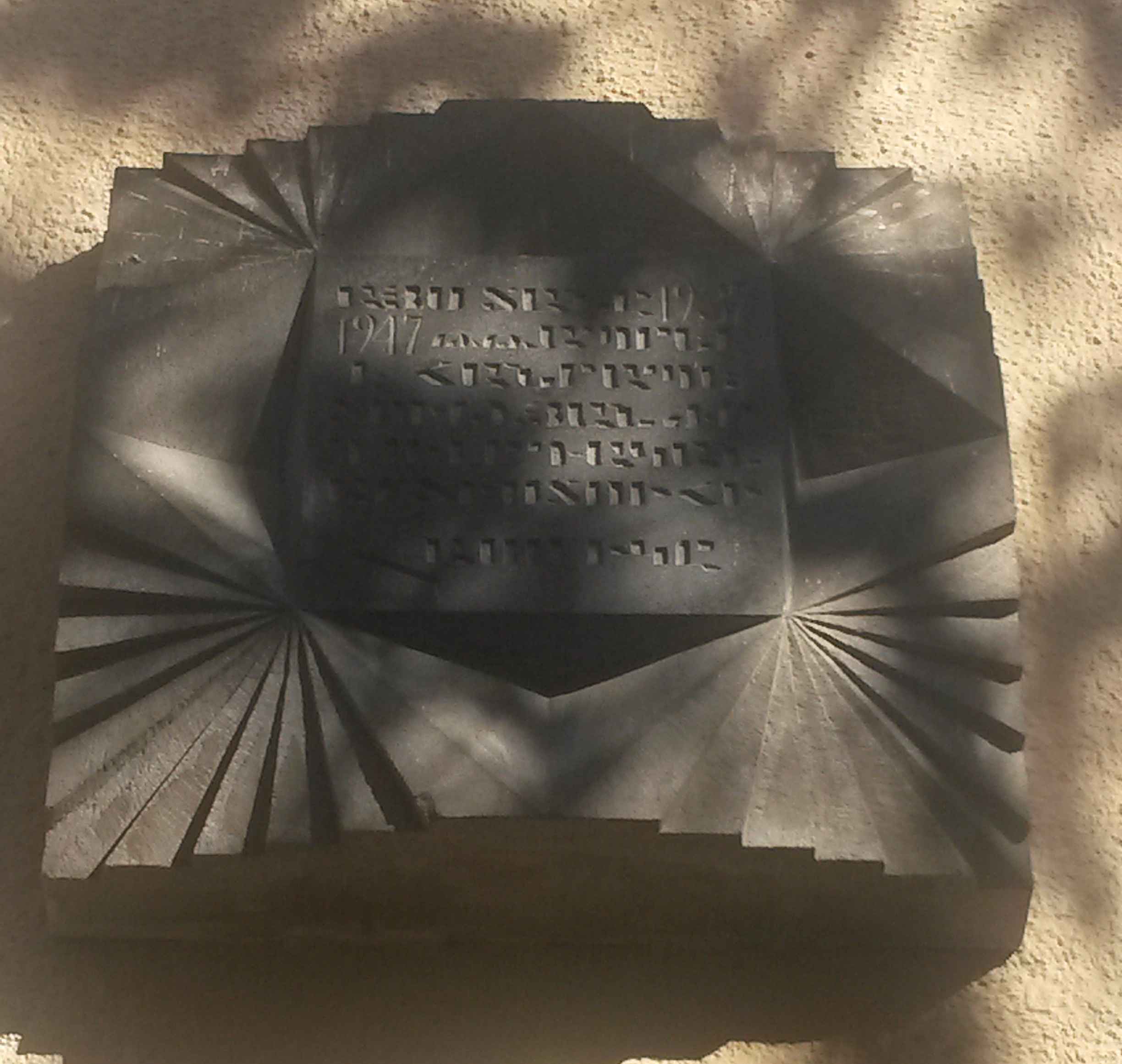

## Premi e riconoscimenti
- Artista del popolo della RSS Armena (1935)
- Eroe del lavoro (1936)
- Ordine della Bandiera Rossa del Lavoro (1945)

## Filmografia parziale
- Spirito maligno (1927)
- Gikor (1934)
- Pepo (1935) - Shushan, la madre di Pepo
- Zangezur (1938)
- Davide Bek (1944)